# (31581) Onnink
1999 FL30 (asteroide 31581) é um asteroide da cintura principal. Possui uma excentricidade de 0.11622530 e uma inclinação de 5.52252º.
Este asteroide foi descoberto no dia 19 de março de 1999 por LINEAR em Socorro.